# 세계태권도평화봉사재단
세계태권도평화봉사재단은 태권도 문화와 정신을 바탕으로 전 세계에 인류애와 평화애를 나눔으로 실천하며 가장 한국적인 태권도를 통한 봉사는 미래를 함께 도전하는 희망과 한국이 세계인에게 주는 선물로 태권도를 함께하고자 하며, 궁극적으로 스포츠를 통한 평화를 이룩하는데 기여하기 위하여 2009년 9월 1일 설립된 문화체육관광부 소관의 재단법인이다. 사무실은 서울특별시 중구 세종대로9길 42, 206호 (서소문동, 부영빌딩)에 있다.

## 주요 사업
- 해외 봉사활동으로 인재 파견 지원사업
- 국제사회의 필요한 스포츠 평화봉사단 지원사업
- 태권도 인적, 물적, 지원시스템을 통한 국가간 협력 지원사업
- 인재 육성을 위한 해외지도자 양성 및 파견사업
- 스포츠 평화 봉사단 위탁운영 사업